# Syndicat national de l'édition phonographique
Syndicat national de l'édition phonographique forkortet SNEP (oprettet i 1922) er en professionel organisation,
der, i Frankrig, varetager hovedparten af pladeindustriens interesser.
SNEP har 48 medlemmer og repræsenterer cirka 80% af den franske pladebranches omsætning.
Organisationen står for indsamlig og udbetaling af royalties, beskyttelse af ophavsretten og certificering af musiksalget i
Frankrig, herunder udgivelse af de franske toplister.
SNEP er medlem af den franske arbejdsgiverforening MEDEF, samt den internationale
interesseorganisation for pladeselskaber IFPI.

## Ekstern henvsining
- Disque en France, SNEP's officielle website Arkiveret 8. december 2009 hos  Wayback Machine